# Lucasium squarrosum
Espèce
Synonymes
- Diplodactylus squarrosus Kluge, 1962

Lucasium squarrosum est une espèce de geckos de la famille des Diplodactylidae.

## Répartition
Cette espèce est endémique de l'Australie-Occidentale.

## Description
C'est un gecko nocturne orange, avec de grandes taches grises irrégulières bordées de sombre. Les taches grises sont parfois très grandes, au point que ce gecko apparaît alors gris avec des taches orange. Il se nourrit d'insectes.

## Publication originale
- Kluge, 1962 : A new species of gekkonid lizard, genus Diplodactylus, from the Carnarvon Region, Western Australia. Western Australian Naturalist, vol. 8, n. 3, p. 73-75.